# Eleição para governador de Illinois em 2010
A eleição para governador do estado americano do Illinois em 2010 aconteceu em 2 de novembro de 2010. O então governador Pat Quinn é candidato a reeleição.O candidato do Partido Verde é Rich Whitney e o candidato republicano é o senador estadual Bill Brady.

## Candidatos
- Pat Quinn:é candidato pelo partido democrata,atual governador de Illinois,ex-vice governador de Illinois,e anteriormente foi tesoureiro de Illinois,Quinn completa 62 anos do final do ano de 2010.
- Bill Brady:é senador estadual pelo 44º distrito de Illinois desde 2002,ex-membro da Câmara dos Representantes do Illinois,Brady é candidato do partido republicano.
- Rich Whitney:é advogado,nunca exerceu nenhum cargo público,foi candidato a governador na eleição de 2006,ficou na 3º posição com 361.336 votos,10,4%,anteriormente foi candidato a Câmara Estadual,em 2002 Whitney ficou na 3º posição com  2.150 votos,cerca de 6%,em 2006 conseguiu 3.859 votos,8,3% do total de votos,Whitney é candidato do partido verde.
- Lex Green:é Secretário do Condado de McLean,Green é candidato do Partido Libertário nas eleições de 2010,a frase de campanha é:Um novo começo para o Illinois.[2]
- Scott Lee Cohen:é um empresário,foi eleito candidato a vice-governador na eleição de 2010 do candidato Pat Quinn,mas renunciou.

## Pesquisas
As pesquisas para governador do estado americano do Illinois em 2010 começaram ainda em 2009. Os maiores institutos estaduais de pesquisa são o Rasmussen, o Illinois Poll , o We Ask America e o CNN/TIME.
Deve ser notado que as pesquisas apresentadas neste artigo excluem os resultados das sondagens espontâneas (na qual cartões com os nomes dos prováveis candidatos não são apresentados aos eleitores entrevistados), devido ao grande número de eleitores que votariam em nomes que não são candidatos na disputa.Veja as principais pesquisas:
| Data                                | Instituto             | Pat Quinn | Bill Brady | Rich Whitney | Outros / Nenhum / Não sabe | Vantagem           |
| ----------------------------------- | --------------------- | --------- | ---------- | ------------ | -------------------------- | ------------------ |
| 20 de outubro de 2010               | Rasmussen             | 37%       | 45%        | 2%           | 15%                        | 8% sobre Quinn     |
| 12 de outubro de 2010               | Rasmussen             | 40%       | 46%        | 2%           | 12%                        | 6% sobre Quinn     |
| 30 de setembro-1 de outubro de 2010 | Southern University   | 29,8%     | 38,4%      | 2,2%         | 5,9%                       | 8,6% sobre Quinn   |
| 4 de outubro de 2010                | Rasmussen             | 38%       | 46%        | 4%           | 13%                        | 8% sobre Quinn     |
| 30 de setembro-3 de outubro de 2010 | Universidade Suffolk  | 43%       | 37%        | 3%           | 16%                        | 6% sobre Brady     |
| 30 de setembro de 2010              | Public Policy Polling | 35%       | 42%        | 4%           | 19%                        | 7% sobre Quinn     |
| 24-28 de setembro de 2010           | Chicago Tribune       | 39%       | 38%        | 3%           | 20%                        | 1% sobre Brady     |
| 24-28 de setembro de 2010           | CNN / TIME            | 38%       | 40%        | 4%           | 18%                        | 2% sobre Quinn     |
| 13 de setembro de 2010              | We Ask America        | 32%       | 42%        | 4%           | 16%                        | 10% sobre Quinn    |
| 12 de setembro de 2010              | Rasmussen             | 37%       | 50%        | 4%           | 10%                        | 13% sobre Quinn    |
| 28 de agosto-1 de setembro de 2010  | Chicago Tribune       | 32%       | 37%        | 2%           | 19%                        | 5% sobre Quinn     |
| 23 de agosto de 2010                | Rasmussen             | 37%       | 46%        | -%           | 17%                        | 9% sobre Quinn     |
| 14-15 de agosto de 2010             | Rasmussen             | 30%       | 39%        | 11%          | 6%                         | 9% sobre Quinn     |
| 9 de agosto de 2010                 | Rasmussen             | 35%       | 48%        | -%           | 19%                        | 13% sobre Quinn    |
| 27 de julho de 2010                 | Rasmussen             | 37%       | 44%        | -%           | 20%                        | 7% sobre Quinn     |
| 7 de julho de 2010                  | Rasmussen             | 40%       | 43%        | -%           | 17%                        | 3% sobre Quinn     |
| 12-13 de junho de 2010              | Rasmussen             | 30%       | 34%        | 9%           | 27%                        | 4% sobre Quinn     |
| 7 de junho de 2010                  | Rasmussen             | 36%       | 47%        | -%           | 18%                        | 11% sobre Quinn    |
| 3-5 de maio de 2010                 | Research 2000         | 36%       | 39%        | -%           | 25%                        | 3% sobre Quinn     |
| 2 de maio de 2010                   | Research 2000         | 31,15%    | 46,25%     | 4,81%        | 17,79%                     | 15,10% sobre Quinn |
| 28 de abril de 2010                 | Rasmussen             | 38%       | 45%        | -%           | 16%                        | 7% sobre Quinn     |
| 8 de abril de 2010                  | Rasmussen             | 38%       | 45%        | -%           | 17%                        | 3% sobre Quinn     |
| 5 de abril de 2010                  | Rasmussen             | 33%       | 43%        | -%           | 24%                        | 10% sobre Quinn    |
| 10 de março de 2010                 | We Ask America        | 31,58%    | 44,61%     | 3,51%        | 20,30%                     | 13,03% sobre Quinn |
| 8 de março de 2010                  | Rasmussen             | 37%       | 47%        | -%           | 15%                        | 10% sobre Quinn    |
| 22-24 de fevereiro de 2010          | Research 2000         | 47%       | 32%        | -%           | 21%                        | 15% sobre Brady    |
| 7 de fevereiro de 2010              | The Illinois Poll     | 42%       | 31%        | -%           | 27%                        | 11% sobre Brady    |
| 14 de dezembro de 2009              | Rasmussen             | 45%       | 30%        | -%           | 26%                        | 15% sobre Brady    |

## Resultados
Os resultados mostraram durante toda a apuração uma disputa acirrada entre Quinn e Brady, Brady venceu em quase todos os condados, mas Quinn obteve votação expressa no Condado de Cook, onde teve mais de 64% dos votos. O mesmo foi registrado na eleição para o senado, mas diferente da eleição para o governo, o republicano Mark Kirk saiu vitorioso, diferentemente desta eleição.